# Nitrox

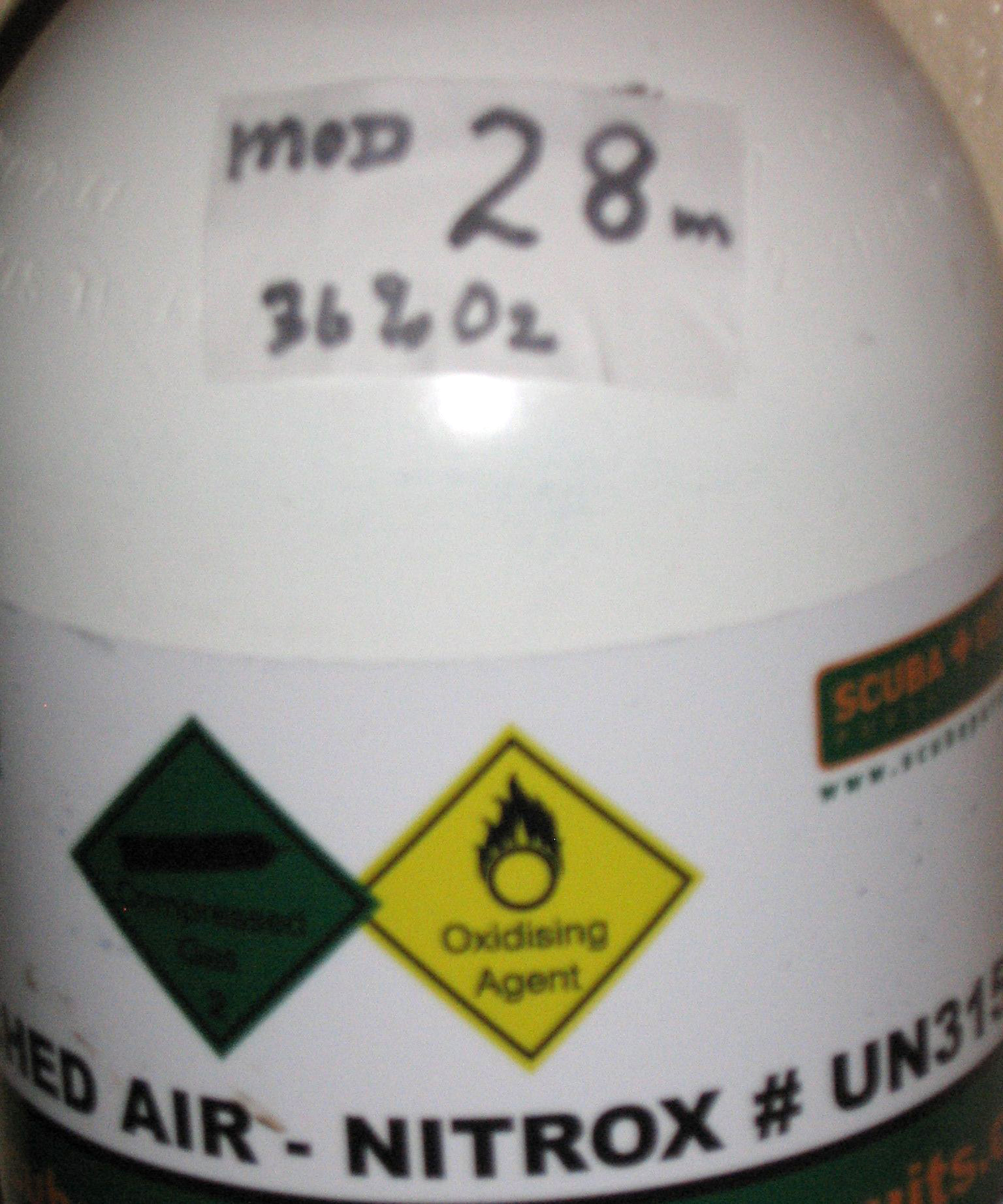
Bouteille de Nitrox

En plongée sous-marine, nitrox désigne un mélange d'air suroxygéné, c'est-à-dire dont le pourcentage d'oxygène dépasse 21 %. Le terme nitrox est la contraction des noms anglais nitrogen et oxygen désignant respectivement le diazote et le dioxygène (usuellement désignés par le nom de l'atome : azote et oxygène). Un nitrox est défini par la teneur en oxygène du mélange ; l'air que l'on respire à la surface contient 21 % d'oxygène : il peut être qualifié de nitrox 21.
Les nitrox principalement utilisés par les plongeurs sont les nitrox 32 et 36, parfois appelés Nitrox I et II. Leur prédominance est due à des raisons historiques. Le premier grand utilisateur du nitrox fut la NOAA, qui pour ses besoins particuliers utilisa ces 2 compositions, créa des tables de décompression idoines et édita un manuel les recommandant. Cependant, ils peuvent aller jusqu'à 100 % (auquel cas il s'agit d'oxygène pur). On désigne également le nitrox par les termes EAN et EANx pour l'acronyme Enriched Air Nitrox,,.

## Avantages
L'utilisation de ce gaz a pour avantage d'augmenter le temps et la sécurité en plongée ; en effet, le plongeur est alors moins saturé en azote et nécessite moins de paliers de décompression que pour une plongée équivalente à l'air.
La formation de bulles de gaz dans les veines lors d'une plongée après la décompression est moindre avec le nitrox qu'avec l'air. Il existe des preuves anecdotiques que l'utilisation de nitrox réduirait la fatigue post-plongée, en particulier chez les plongeurs plus âgés ou obèses, mais la seule étude connue en double-aveugle n'a montré aucune réduction statistiquement significative de la fatigue signalée,.

## Inconvénient
L'inconvénient de ces plongées à l'air suroxygéné est qu'elles sont plus limitées en profondeur car une pression partielle (Pp) d'oxygène supérieure à 1,6 bar peut être mortelle (effet Paul Bert). Par ailleurs, en France, la réglementation limite la pression partielle d'oxygène à un maximum de 1,6 bar.
L'autre risque de la plongée au nitrox est la toxicité pulmonaire (effet Lorrain Smith), provoquée par une exposition prolongée des poumons à une Pp d’O2 supérieure à 0,5 bar. Elle concerne généralement peu la plongée loisir mais pourrait être prise en considération lors de plongées répétées au nitrox, exposant plusieurs fois les poumons à une Pp parfois très supérieure à la normale.
Les symptômes les plus courants de toxicité sont : irritation des poumons (toux), brûlure dans la poitrine, difficulté à respirer. Un temps en surface, à respirer de l’air « normal », suffit à dissiper rapidement les effets.

## Formation et équipement

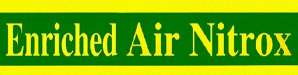
Marquage d'identification des bouteilles de plongée nitrox

L'utilisation du nitrox nécessite une formation et un équipement particuliers. La formation est souvent divisée en deux parties :
- Formation élémentaire ou PN jusqu'à 40 % d'oxygène, mélanges utilisés pour la plongée en lieu et place de l'air, formation accessible depuis le premier niveau de plongeur (P* / OWD)
- Formation confirmée ou PN-C de 40 % à 100 % (oxygène pur), mélanges utilisés pour les paliers de décompression, formation accessible depuis le 2e niveau de plongeur (P** / AOWD)

Le distinguo entre les mélanges comportant plus 40 % d'oxygène et les autres est dû au fait que ces derniers peuvent être manipulés sans précaution particulière, contrairement aux mélanges les plus riches qui nécessitent du matériel dégraissé.
Différents organismes de plongées dispensent des formations Nitrox, tant au niveau loisir sportif que spécialisée dans la plongée technique :
| Organisme                                    | PN                             | PN-C                          |
| -------------------------------------------- | ------------------------------ | ----------------------------- |
| ACUC                                         | Plongeur Nitrox (Nitrox Diver) |                               |
| CMAS                                         | Plongeur Nitrox                | Plongeur Nitrox Confirmé      |
| TDI                                          | Nitrox Diver                   | Advanced Nitrox Diver         |
| IANTD                                        | Nitrox Diver                   | Advanced Nitrox Diver         |
| PADI                                         | Enriched Air Diver             | Tec 45                        |
| NAUI                                         | Enriched Air Nitrox (EANx)     | Technical Nitrox Diver        |
| ADIP Association Des Instructeurs de Plongée | Nitrox Diver                   | Advanced Nitrox Diver         |
| IDEA                                         | Nitrox Diver                   |                               |
| FFESSM                                       | Qualification Nitrox           | Qualification Nitrox confirmé |

Certains organismes proposent aussi des formations pour apprendre à composer les mélanges nitrox (en anglais « gas blender »), ces formations s'adressent plutôt à des plongeurs techniques ou aux personnes responsables des gonflages.
Le matériel spécial nitrox concerne :
- la bouteille, souvent identifiée par des couleurs jaunes et vertes. Elle doit être dégraissée si elle est gonflée par la méthode des pressions partielles. En Europe, il existe une réglementation spécifique pour les bouteilles nitrox. Lors de la plongée, une bouteille contenant du nitrox est systématiquement identifiée avec la profondeur maximale d'utilisation du mélange (par exemple « MOD 40 m »), le pourcentage d'oxygène (par exemple « O2 32 % ») ainsi que la composition précise du mélange, la date et le nom (ou les initiales) de la personne qui a analysé le mélange et la pression du contenu de la bouteille (par exemple « 200 bars ») ;
- le détendeur et la bouteille doivent être dégraissés si un nitrox 40 % ou supérieur est utilisé. Il existe sur le marché des détendeurs directement compatibles avec des taux d'oxygène supérieurs à 40 % ;
- l'ordinateur de plongée ou les tables de décompression qui doivent prendre en compte la différence de taux d'oxygène par rapport à celui de l'air « normal » ;
- l'analyseur d'oxygène qui permet de déterminer avec précision le taux d'oxygène dans la bouteille.

## Le gonflage
Le gonflage de bouteilles nitrox est plus complexe que le gonflage de bouteilles à l'air, du fait notamment des proportions différentes d'oxygène et d'azote.
Trois méthodes sont principalement utilisées en plongée loisir :
- La méthode par pressions partielles, consiste à gonfler la bouteille avec de l'oxygène pur et de faire le complément avec de l'air ou en utilisant une des méthodes de gonflage suivantes. La bouteille et la robinetterie doivent donc être parfaitement dégraissées avant le remplissage avec l'oxygène, même dans le cas d'un nitrox 40 ou moins[3],[10]. Le temps de gonflage est allongé, de plus il est nécessaire de respecter un temps d'homogénéisation du mélange. Cette méthode requiert du matériel de transvasement (lyre et manomètres compatibles oxygène pur) et un surfiltre à intercaler entre le compresseur et la bouteille (afin de préserver sa compatibilité oxygène pur.

Les deux autres méthodes assurent directement le gonflage avec le mélange souhaité et réduisent le temps d'homogénéisation (voire le suppriment si la bouteille, initialement, est vide ou contient le même mélange). De plus, les manipulations sont réduites. Elles ne permettent cependant pas de gonfler à plus de 40 %.
- La méthode la plus courante est d'utiliser un mélangeur, communément appelé « stick », en amont de l'entrée d'air du compresseur[10]. Le mélangeur est souvent constitué d'un tube à l'entrée duquel l'oxygène est injecté, puis des ailettes situées à l'intérieur du tube ou un système de chicane créent des turbulences dans le but d'obtenir un mélange homogène pour analyse à la sortie du tube. Cette méthode est adaptée pour des mélanges jusqu'à 40 % d'oxygène. Elle permet d'utiliser la bouteille d'oxygène pur jusqu'au dernier bar.
- Enfin, certains centres de plongées sont équipés d'un séparateur à membrane[10]. Les molécules d'oxygène étant plus petites que celles d'azote, la membrane fait office de filtre et sépare en continu l'azote de l'oxygène. Ce procédé ne nécessite pas de source d'oxygène pur.

## Quelques formules simples
Les formules ci-après sont données pour des valeurs exprimées dans le système métrique (profondeurs en mètres). Pour les utiliser avec les unités du système impérial (profondeurs en pieds), il convient de remplacer "1" par "3,3" et "10" par "33".
|                             | Métrique                        |
| --------------------------- | ------------------------------- |
| Pression partielle d'un gaz | Pp gaz= PAbsolue * (% gaz)      |
| Pression absolue maximale   | PAbsolue max= PpmaxO2/ (% O2)   |
| Profondeur maximale         | = ((PpmaxO2 / (% O2)) - 1) * 10 |
| Quel Nitrox utiliser        | % O2= PpmaxO2 / PAbsolue        |
| Pression absolue de l'air   | , = PAbsolue * (% N2) / 0,79    |

## Profondeur maximale, basée sur le consensus des principales organisations de formation

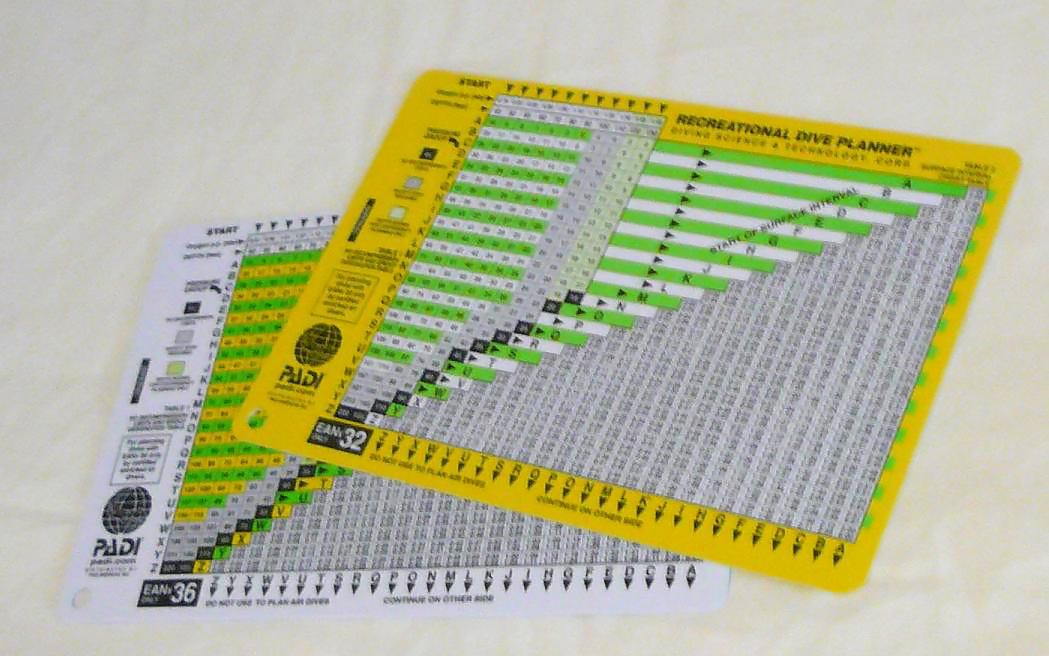
Tables de décompression nitrox éditées par PADI

- 1,4 bar : pression partielle maximale recommandée
- 1,6 bar : pression partielle maximum recommandée lors des phases sans effort physique (autrement-dit lors des paliers).
- En fonction du nitrox que l'on a dans sa bouteille (c'est-à-dire en fonction du pourcentage d'oxygène présent), il est nécessaire de calculer et de noter sur la bouteille la profondeur maximum à laquelle le gaz est respirable avant dépassement de la Pp maximale autorisée.

Pour cela, deux possibilités :
- Soit l'on utilise la formule suivante (profondeur en mètre) : {\displaystyle {\text{Profondeur max}}=\left(\left({\frac {{\text{Pp}}_{O_{2}}{\text{ max}}}{\%O_{2}}}\right)-1\right)\cdot 10}
- Soit l'on utilise ce type de tableau :

| Profondeurs plancher nitrox | Profondeurs plancher nitrox | Profondeurs plancher nitrox | Profondeurs plancher nitrox |
| % O2                        | PpmaxO2                     | PpmaxO2                     | PpmaxO2                     |
| --------------------------- | --------------------------- | --------------------------- | --------------------------- |
| % O2                        | 1,4 bar                     | 1,5 bar                     | 1,6 bar                     |
| 30 %                        | 37 m                        | 40 m                        | 43 m                        |
| 32 %                        | 34 m                        | 37 m                        | 40 m                        |
| 34 %                        | 31 m                        | 34 m                        | 37 m                        |
| 36 %                        | 29 m                        | 32 m                        | 34 m                        |
| 38 %                        | 27 m                        | 30 m                        | 32 m                        |
| 40 %                        | 25 m                        | 28 m                        | 30 m                        |

On observe que la somme du pourcentage du mélange avec la profondeur maximale (en mètres), pour une pression partielle maximale donnée est à peu près constante pour une fO2 comprise entre 32 % et 40 % :
1,4 bar ↔ 65 ; 1,5 bar ↔ 68 ; 1.6 bar ↔ 70. Cette coïncidence n'est pas valable en unités impériales.

## Limites de non décompression
En dehors du palier de sécurité de 3 minutes à 5 mètres de profondeur qu'il faut réaliser, la plongée au nitrox permet des temps de plongée plus longs qu'à l'air avant d'atteindre la limite de non décompression, c'est-à-dire la réalisation de palier de décompression pour la suppression de micro-bulles d'azote dans l'organisme.
Quelques exemples :
| Limites de non décompression | Limites de non décompression | Limites de non décompression | Limites de non décompression |
| Profondeur                   | Type de gaz                  | Type de gaz                  | Type de gaz                  |
| ---------------------------- | ---------------------------- | ---------------------------- | ---------------------------- |
| Profondeur                   | Air                          | Nitrox 32                    | Nitrox 36                    |
| 18 m                         | 56 min                       | 95 min                       | 125 min                      |
| 22 m                         | 37 min                       | 60 min                       | 70 min                       |

Notes : 

m = mètres

min = minutes